# Anatolij Riabow
Anatolij Pawłowicz Riabow (ros. Анатолий Павлович Рябов, erzja Анатолий Павлович Рябовонь; ur. 16 kwietnia 1894 w Łobaskach, zm. 23 maja 1938 w Sarańsku) – erzjański nauczyciel, językoznawca, twórca erzjańskiego alfabetu opartego na alfabecie łacińskim.

## Życiorys
Anatolij Riabow urodził się 16 kwietnia 1894 roku w Łobaskach (rejon iczałkowski, Mordowia). Pochodził z erzjańskiej rodziny chłopskiej. Po ukończeniu wiejskiej szkoły podstawowej kontynuował naukę w szkole teologicznej w Poczinkach, a następnie w seminarium duchownym w Niżnym Nowogrodzie. Po śmierci ojca przerwał naukę w seminarium, ale w 1912 roku zdał egzaminy i rozpoczął kształcenie filologiczne w Instytucie Pedagogicznym w Niżnym Nowogrodzie. W trakcie nauki przyswoił łacinę, angielski, fiński i estoński. Uczelnię ukończył w 1916 roku.
W pierwszych latach po zakończeniu edukacji pracował jako nauczyciel w Omsku, po czym został zatrudniony w prowincjonalnym departamencie edukacji publicznej w Niżnym Nowogrodzie. Wówczas zaczął organizować nauczanie języków erzja i moksza w szkołach. Jego praca została dostrzeżona przez Ludowy Komisariat Oświaty RFSRR i w 1924 roku otrzymał zaproszenie do pracy w biurze ds. Mordowii w Moskwie. Wtedy jego praca nabrała bardziej naukowego wymiaru. Aktywnie uczestniczył on m.in. w organizacji kongresów lingwistycznych i ekspedycji badawczych do Mordowii. W swojej pracy na rzecz edukacji Mordwinów kierował się przekonaniem, że sukces w kształceniu tej ludności można osiągnąć tylko poprzez nauczanie w jej rodzimych językach.
Riabow był autorem około 30 publikacji związanych z językami erzja i moksza, w tym także pomocy naukowych, takich jak podręczniki, elementarze i słowniki. Stworzył podstawy literackiego języka erzja oraz erzjański alfabet oparty na alfabecie łacińskim. W 1934 roku, jako pierwszy Mordwin, otrzymał tytuł profesora.
W 1937 roku został aresztowany i oskarżony o pomoc szpiegom. Riabow zaprzeczył stawianym mu zarzutom, ale 23 maja 1938 roku został skazany przez sąd na karę śmierci. Wyrok wykonano tego samego dnia. Po latach został zrehabilitowany; 28 listopada 1956 roku Kolegium Wojskowe Sądu Najwyższego ZSRR unieważniło wyrok z 1938 roku z powodu braku dowodów na winę oskarżonego.
W 1993 roku dzień urodzin Riabowa, 16 kwietnia, ustanowiony został Dniem Języka Erzja.